# Taka
Pour les articles homonymes, voir Taka (homonymie).
Le taka (en bengali : টাকা Symbole monétaire : ৳ ; code ISO 4217 : BDT) est la monnaie officielle du Bangladesh

## Historique
Cette monnaie remplace la roupie pakistanaise depuis 1972, après l'indépendance et la création du Bangladesh. 
.
Le taka est divisé en 100 poishas. Sont émises des pièces de 1, 5, 10, 25 et 50 poishas et de 1, 2 et 5 takas. Des billets de 1, 2, 5, 10, 20, 50, 100, 500 et 1 000 takas sont en circulation.
En octobre 2023 : 100 BDT ≈ 0,86 EUR. 
En Inde, les personnes parlant bengali et assamais emploient le terme taka pour faire référence à la monnaie officielle de l'Inde, la roupie indienne[réf. souhaitée].